# Autoroute S8 (Géorgie)
Pour les articles homonymes, voir S8.
L'autoroute S8 (en géorgien : საერთაშორისო მნიშვნელობის გზა ს8) est une autoroute qui part de Khachouri et se termine près de Vale à la frontière entre l'Arménie et la Turquie.
La route s'étend sur 97 kilomètres.

## Présentation
L'autoroute S8 suit le cours du fleuve Kura jusqu'à Akhaltsikhé s'élevant progressivement de 700 mètres d'altitude à Khashuri jusqu'à 1 230 mètres d'altitude à la frontière entre la Géorgie et la Turquie.
Dans un rayon de 10 kilomètres autour du parcours, les montagnes atteignent des hauteurs allant jusqu'à 2 500 mètres. À l'ouest de la S8 se trouvent la chaîne de Meskhétie (en) et à l'est la chaîne de Trialeti (en).
La S8 est principalement située dans la région de Samtskhé-Djavakhétie, tandis que son tronçon de Khachouri est situé dans la région de Kartlie intérieure. 
Après la frontière entre la Géorgie et la Turquie, l'autoroute S8 est prolongée par la D955 jusqu'à Ardahan. 
La S8 fait partie de la route européenne 691 entre Akhaltsikhé et la frontière entre la Géorgie et la Turquie, et de la route asiatique 82 entre Khachouri et Akhaltsikhé. 
Elle est reliée à l'autoroute S11 à Akhaltsikhé.

## Tracé
- Khachouri
- Bordjomi
- Akhaltsikhé
- Adigueni
- Frontière entre la Géorgie et la Turquie